# Ponzio II di Empúries

La contea di Empuries (in rosa) al tempo di Ponzio II

Ponzio, o Ponce o Ponç (... – 1154 circa), è stato un nobile franco, conte di Empúries, dal 1116 sino alla morte.

## Origine
Era l'unico figlio del conte di Empúries, Ugo II (come ci viene confermato dal documento n° XL della Espana Sagrada, tome XLIII, datato 20 luglio 1128, in cui, Ponzio II dichiara di essere figlio di Ugo II) e della moglie (come risulta dal documento n° CCCX del Marca Hispanica sive Limes Hispanicus), Sancha di Urgell (ca. 1060 - † dopo il 5 ottobre 1091), figlia di Ermengol III, Conte d'Urgell e della sua seconda moglie (Clemenza aveva controfirmato, come contessa di Urgell, il documento n° 42, datato 17 ottobre 1059, della COL·LECCIÓ DIPLOMÀTICA DE SANT PERE D'ÀGER), Clemenza di Bigorre (1036 - † prima del 1065), figlia del conte di Bigorre, Bernardo II e di Clemenza, di cui non si conoscono gli ascendenti.
Ugo II di Empúries era il figlio (primogenito) del conte di Empúries e di Peralada, Ponzio I (come ci viene confermato sempre dal documento n° XL della Espana Sagrada, tome XLIII, datato 20 luglio 1128, in cui, Ponzio II dichiara che suo padre, Ugo II è figlio di Ponzio I) e della moglie (come risulta dal documento n° CCXL del Marca Hispanica sive Limes Hispanicus), Adelaide di Besalù († dopo il 18 settembre 1064), figlia di Bernardo I, conte di Besalúe di Toda di cui non si conoscono gli ascendenti.

## Biografia
Di Ponzio II si hanno scarse notizie.
Alla morte di suo padre, Ugo II, nel 1116 circa, Ponzio gli succedette come Ponzio II, conte di Empuries,
Nel 1121, Ponzio II rinnovò con il Conte di Rossiglione, Gausfredo III, l'accordo che suo padre, Ugo II e prima di lui, suo nonno, Ponzio I avevano fatto col nonno di Gausfrido III, Guislaberto II, Conte di Rossiglione (come riportato nel documento n° LVI del 1074, del Cartulaire Roussillonais), dove erano stati definiti i rispettivi diritti e doveri tra le due contee, prevedendo anche un patto di collaborazione e reciproca difesa.
Però, il conte di Barcellona, Raimondo Berengario III, che in quel periodo aveva ampliato i suoi possedimenti catalani, ereditando le contee, prima di Besalú nel 1111 e poi di Cerdagna nel 1117, fece in modo di rompere il patto di unione tra Empurias e Rossiglione, e, nel 1122, assoggettò la contea di Empúries (tutte le contee catalane, ad eccezione della Contea d'Urgell, erano sotto il dominio del conte di Barcellona), e Ponzio dovette cedergli diversi castelli (Céret, Molins, Terrades, Boadella e Figueres), lungo la frontiera tra le due contee.
Verso il 1128, Ponzio II si impossessò di Peralada e si appropriò di titoli e diritti che spettavano al vescovo di Gerona, poi, nello stesso anno, secondo il documento n° XL della Espana Sagrada, tome XLIII, datato 20 luglio 1128, trovò un accordo e si rappacificò col vescovo di Girona, con l'approvazione del conte Raimondo Berengario III, di cui si riconobbe vassallo.
Poco dopo però si ribellò a Raimondo Berengario III e invase la contea di Besalù, occupando i castelli di Llers, Avinyonet e Navata; secondo il A Medieval Catalan noble family: the Montcadas 1000-1230, Chapter 4, il conte Raimondo Berengario III reagì, invadendo la contea di Empuries e catturò Ponzio II nel suo castello di Quermançó, vicino a Vilajuïga.
Per riavere la libertà fu obbligato a firmare una pace definitiva con la chiesa di Gerona; il documento n° CCCLXXVI del Marca Hispanica sive Limes Hispanicus infatti viene definito <Acta concordiae initiae eundem Poncium Comitem Emporitanumet Ecclesiam Gerundensem>.
Nel 1130, Ponzio II fece un accordo col cugino, Gausfredo III, conte di Rossiglione, che in mancanza di eredi la contea sarebbe passata al cugino e viceversa.
L'anno successivo, approfittando della morte (1131) del conte di Barcellona, Raimondo Berengario III, Ponzio II si riappropriò nuovamente di titoli e diritti che spettavano al vescovo di Gerona, e il nuovo conte di Barcellona, Raimondo Berengario IV, lo contrastò obbligandolo alla restituzione.
Secondo il documento n° XXIII del Archivo corona de Aragón Tomo IV (non consultato), il 5 marzo 1137, si pervenne alla pace e, l'anno successivo, per intercessione di altri feudatari catalani fu firmato un trattato di pace e di concordia, basato sul giuramento di fedeltà di Ponzio, che ebbe in restituzione i castelli di Céret, Molins, Terrades, Boadella e Figueres.
Secondo il documento n° 3 del El cartoral de Santa Maria de Roses (segles X-XIII) (non consultato), Ponzio impose una imposta sui privilegi di pasca nel tratto di mare tra Sant Llorenç de la Muga e Cap de Creus, in favore del monastero di Santa Maria des Roses, a suffragio dell'anima di suo padre, Ugo II.
Verso il 1147, dovette lottare contro il visconte Goffredo di Rocabertí e contro Gausfredo III di Rossiglione per il possesso del castello di Requesens.
Poi ancora, nel 1147, fu con, Raimondo Berengario IV, quando mise sotto assedio Almería; e dopo che Raimondo Berengario IV aveva completato la conquista della regione di Tortosa fu ancora con lui quando tolse ai musulmani anche la regione di Lérida e Fraga, nel 1149.
Non si conosce la data esatta della morte di Ponzio, che avvenne nel 1154 circa.
Alla sua morte gli succedette il suo figlio primogenito, Ugo III, mentre la sua vedova, Brunisenda o Brunesilda di Aragona, secondo il documento n° 67 della Colleció diplomàtica de Sant Daniel de Girona (924-1300) aveva preso i voti il 18 gennaio 1175, (non consultato).

## Matrimonio e discendenza
Ponzio, come risulta sia dal documento n° 13 del El cartoral de Santa Maria de Roses (segles X-XIII) di una donazione del 7 dicembre 1167, (non consultato), che dal documento n° 65 della Colleció diplomàtica de Sant Daniel de Girona (924-1300) di una donazione in suffragio di Ponzio del 20 aprile 1173, (non consultato), aveva sposato Brunisenda o Brunesilda di Aragona ( † dopo il 18 gennaio 1175), di cui non si conoscono gli ascendenti.
Da Brunisenda o Brunesilda , Ponzio ebbe uno o due figli:
- Ugo († ca. 1173), conte d'Empúries, come da documento n° 13 del El cartoral de Santa Maria de Roses (segles X-XIII) (non consultato)[5],
- Ponzio († dopo il 7 dicembre 1167), come da documento n° 13 del El cartoral de Santa Maria de Roses (segles X-XIII) (non consultato)[5].

### Fonti primarie
- (LA)  Histoire générale de Languedoc, Tomus V Preuves.
- (LA)  COL·LECCIÓ DIPLOMÀTICA DE SANT PERE D'ÀGER, vol 1° Archiviato il 5 marzo 2016 in Internet Archive..
- (LA)  Cartulaire Roussillonais.

### Letteratura storiografica
- Rafael Altamira, La Spagna (1031-1248), in "Storia del mondo medievale", vol. V, 1999, pp. 865–896
- (LA)  Marca Hispanica sive Limes Hispanicus, 1688.
- (LA)  Antolin Merino, Espana Sagrada, tome XLIII.
- (LA)  A Medieval Catalan noble family: the Montcadas 1000-1230.